# 石堂竹林坊
石堂 竹林坊（いしどう ちくりんぼう）は、戦国時代から安土桃山時代の弓術家。石堂竹林，石堂竹林如成とも呼ばれる。姓は北村・喜多村・石塔とも。日置流竹林派弓術の開祖。

## 経歴
元は真言宗の僧侶で近江守護六角氏家臣の吉田氏の祈願僧であったとされる。
吉田氏では吉田重賢（道宝）が日置弾正正次に弓術を学び、子の吉田重政（一鴎）に伝えていた（日置流（吉田流）弓術）。竹林坊はこれを重政に学び、天文20年（1551年）印可を得た。
一方、大和流弓術の祖森川香山の伝書によれば，「応永の頃に伊賀国の日置弥左衛門範次という者が射術に達し，その伝を伊賀の安松左近吉次が継承し，応永25年には安松の子の新三郎良清が継承し，続いて弓削甚左衛門正次、その子弥六郎繁次と継承したが、繁次は伝授すべき者がなかったために弓書を三島明神に収めて死去した。石堂竹林坊如成は三島明神の夢想を蒙って弓削の書を得て射伝を中興した，竹林は吉田家の祈願僧で吉田の射術を聞いて竹林派と称したというのはいぶかしい。」としている。
ただ本朝武芸小伝著者の日夏繁高は、竹林が吉田家の祈願僧であったこと、吉田重政に射を学んだとの説を支持し、日置弥左衛門範次は日置弾正正次を偽作したものだろう、と述べている。
武将としては永禄元年（1558年）勝軍地蔵山の戦いで六角義賢に従い、松永久秀の乗る馬を射止めたという。
その後は高野山や吉野に住んだが、慶長7年（1602年）弟子の一宮随波 の推薦によって清洲藩主松平忠吉に出仕し、その家臣に弓術を指南した。慶長年間に没した。

## 系譜
二子があり弓術は次男の為貞が継承した。
- 長男：新三郎　如成の死後に野村作左衛門に射を習い、自ら石堂竹林と号した。元和年中に越前国高野渡口[注釈 2]で船が転覆し死去[1]。

- 次男：弥蔵貞次（為貞）　次男であったが家芸を継いだ。射を習うものは多く、尾張藩成立後も引き続き盛んに行われるとともに、各地に広まり竹林派と称された[1]。子孫は郡山藩に仕えた。

## 日置流竹林派
貞次門下から尾張藩士の岡部忠次（藤左衛門）、長屋忠久（忠左衛門）、長屋忠重（六左衛門）らが、さらに忠重門下からは京都三十三間堂の通し矢で名高い星野茂則（勘左衛門）が輩出し、各家は代々技術を伝えた。これら尾張の系統が尾州竹林派である。
また貞次門下の野村勝吉（喜左衛門）、瓦林（尾林）成直（与次右衛門）は紀伊藩に竹林派を伝えた。射法訓作者の吉見経武（台右衛門、法名：順正）、通し矢天下一の和佐範遠（大八郎）らが輩出した。これが紀州竹林派である。
如成は僧侶であったため、竹林派の思想・用語には仏教の影響がみられる。例えば現在の射法八節にも採用されている「会」「離」は、仏教語の会者定離にちなむ。